# Bertrand de Cosnac
Bertrand de Cosnac (Brive, 1300/1310 – Avignone, 17 giugno 1374) è stato un cardinale, vescovo cattolico e diplomatico francese.

## Biografia
Entrò nei Canonici Regolari di Sant'Agostino e ottenne la licenza in diritto canonico all'università di Tolosa. Ordinato sacerdote, divenne priore del suo convento a Brive.
Il 17 settembre 1348 fu eletto vescovo di Lombez. Fu legato in Spagna, con la missione di ricomporre il dissidio fra la corone di Portogallo, di Castiglia e di Aragona, dopo che i sovrani avevano accettato l'intermediazione del papa. Il 17 ottobre 1352 fu trasferito alla sede di Comminges.
Nel concistoro del 30 maggio 1371 papa Gregorio XI lo creò cardinale e nel marzo del 1372 ricevette il titolo di San Marcello; secondo l'uso del tempo rinunciò alla sua diocesi. Forse successivamente ebbe il titolo di Santa Pudenziana in commendam.
Fu nuovamente inviato in Spagna come legato, per risolvere la controversia tra il re Pietro IV d'Aragona e il clero catalano che, guidato dall'arcivescovo di Tarragona, accusava il re di aver violato l'immunità ecclesiastica.
Morì ad Avignone e fu sepolto nella chiesa dei Domenicani.